# Malhun Hatun
Kameriye Malhun Hatun (lett. "luna" e "tesoro, ricchezza"; chiamata anche Mal Hatun o Mala Hatun; ... – dopo il 1326) è stata una principessa anatolica, moglie del primo sultano ottomano Osman I e madre del suo successore, Orhan I.

## Biografia
Malhun Hatun, chiamata anche Mal Hatun, era figlia di Ömer Abdülaziz Bey, indicato sia come un sovrano anatolico a capo del principato Amuri che come un visir selgiuchide. In precedenza, era spesso confusa o fusa con Rabia Bala Hatun, un'altra consorte di Osman I. 
Prima del 1281, Malhun sposò Osman per assicurare la pace fra la sua tribù e il nascente principato ottomano, dal momento che uno dei fratelli di Malhun si schierò contro Osman quando questi iniziò le sue incursioni nell'Impero bizantino. Ebbero un figlio, Orhan, secondo sovrano ottomano. 
Malhun Hatun sopravvisse al marito e morì in data sconosciuta dopo il 1326, venendo sepolta nel mausoleo di Osman a Bursa.

## Discendenza
Da Osman I, Malhun Hatun ebbe almeno un figlio:
- Orhan I Ghazi (1281-1362), secondo sovrano ottomano.

## Cultura popolare
- Nella serie televisiva turca del 2019 Kuruluş: Osman, Malhun Hatun è interpretata dall'attrice turca Yıldız Çağrı Atiksoy.